# Phil Shoenfelt

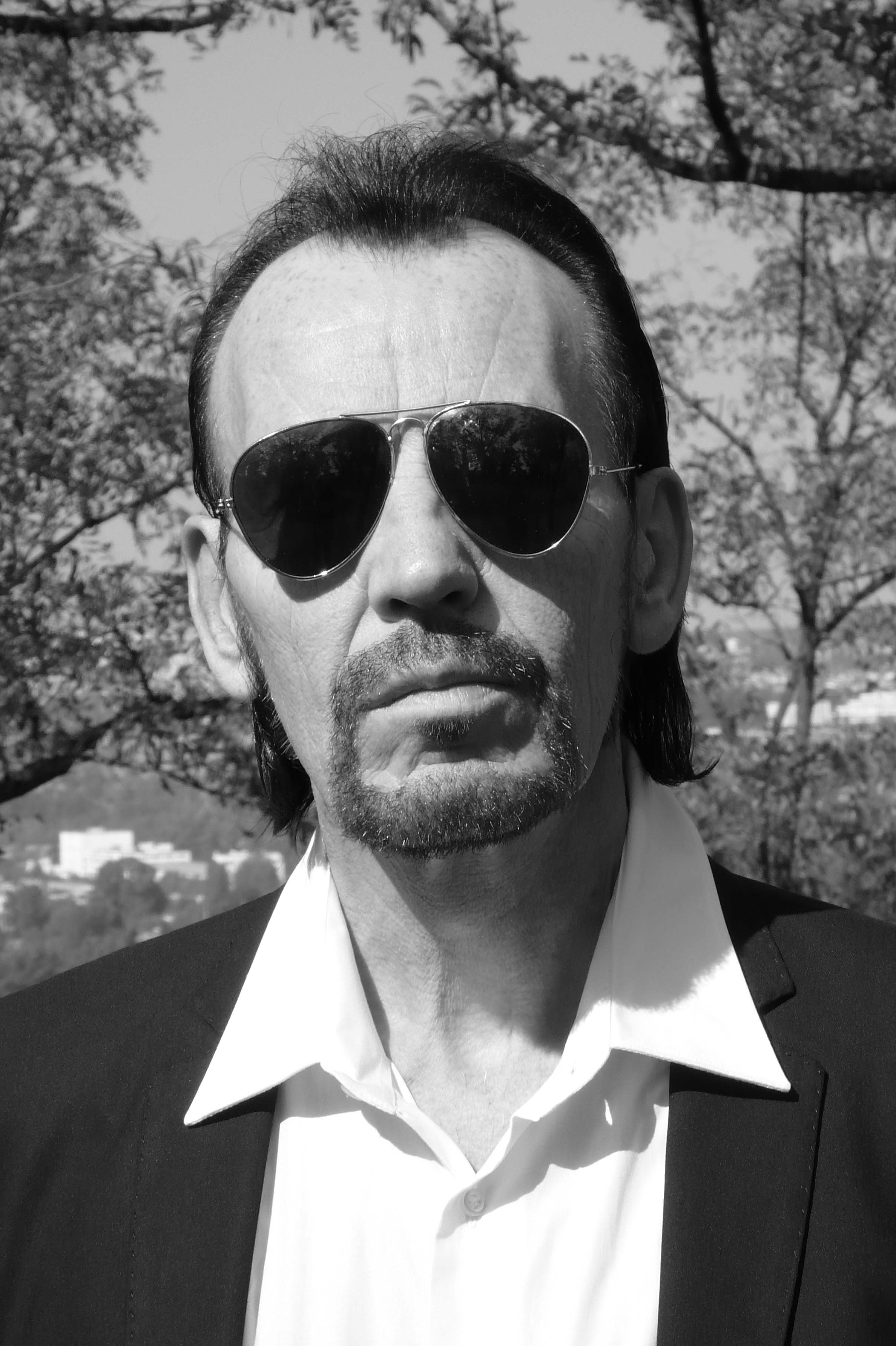
Phil Shoenfelt

Phil Shoenfelt (auch: Phil Shöenfelt, * 18. Dezember 1952 in Bradford, Großbritannien) ist ein britischer Sänger, Songwriter, Musiker, Texter und Romanautor.

## Leben
Shoenfelt lebte zunächst in New York, wo er 1981 die Post-Punk-Band Khmer Rouge zusammen mit Barry „Scratchy“ Myers (Tour-DJ von The Clash) und Marcia Schofield (The Fall) gründete. 1989 kam seine erste Solo-Single „Charlotte’s Room“ in Großbritannien heraus, die von Mark E. Smith und Tony Cohen produziert wurde. Sein erstes Solo-Album „Backwoods Crucifixion“ wurde 1990 von Paperhouse Records veröffentlicht, drei Jahre später folgte „God Is The Other Face Of The Devil“. Er lebt seit 1995 in Prag, wo die Band Phil Shöenfelt & Southern Cross entstand. Im November 1997 ging er mit Nikki Sudden & Band auf Deutschland-Tournee, wo er das Vorprogramm bestritt. Höhepunkte auf dieser Tournee waren jeweils die Coverversion von Cans „Mother Sky“. 1998 nahmen Phil Shoenfelt und Nikki Sudden zusammen das Album „Golden Vanity“ auf, das im April 2009 von Easy Action Records veröffentlicht wird.
Sein Roman Junkie Love gewann den ersten Preis bei dem New Yorker Literaturwettbewerb „Firecracker Alternative Books Awards 2002“. Die autobiographische Erzählung erschien bisher auf Italienisch, Tschechisch und Englisch.
2004 veröffentlichte das deutsche Label Phantasmagoria Records die Best-of Doppel-CD „Deep Horizon – Selected Songs of Phil Shoenfelt“. Zwei Jahre darauf coverten Cinderella Effect Phil Shoenfelts Song „Darkest Hour“, enthalten auf deren Debütalbum „Pearls“. Im März 2007 erschien Fatal Shores drittes Album „Real World“ bei Amboss Recordings. Ebenfalls im Frühjahr 2007 erschien beim spanischen Label Sunthunder das Nikki Sudden Tributalbum „Suddenly Yours“, für das Phil Shoenfelt und seine Band den Sudden-Klassiker „Death Is Hanging Over Me“ eingespielt haben. Am 1. November 2010 erschien Phil Shoenfelt & Southern Cross’ viertes Studioalbum „Paranoia.com“.
Im Frühjahr 2011 gründete Shoenfelt zusammen mit Chris Hughes und Dave Allen (Hugo Race & The True Spirit) eine neue Band, Dim Locator, benannt nach einem Song der Birthday Party. Im Juli 2011 erschien bei Fuego ihre erste Download-EP mit drei Rowland S. Howard-Songs.
Zum 20-jährigen Bestehen seiner Band Southern Cross wurde das Jubiläumskonzert am 5. August 2014 aufgezeichnet und als Live-CD „The Bell Ringer - Live At The Shot-Out Eye“ im Juni 2015 veröffentlicht.
Am 10. Januar 2020 erschien Shoenfelts neues Solo-Studioalbum Cassandra Lied bei Sireena Records. Das Album wurde zwischen August 2018 und November 2019 in Prag aufgenommen. Als Gastmusiker wirkten u. a. Kristof Hahn, Chris Hughes, Eva Turnová und Marcia Schofield mit.

## Diskografie
- Charlotte’s Room / The Long Goodbye (EP, 1988)
- Backwoods Crucifixion (CD, 1990)
- God is the Other Face of the Devil (CD, 1993)
- Live in Prague! With Tichà Dohoda (CD, 1995)
- Blue Highway (CD, 1997)
- Fatal Shore (mit Fatal Shore, CD, 1997)
- Dead Flowers for Alice (CD, 1999)
- Electric Garden (CD-Single, 2002)
- Ecstatic (CD, 2002)
- Free Fall (mit Fatal Shore, CD, 2003)
- Deep Horizon – Selected Songs of Phil Shoenfelt (2-CD, 2004)
- New York – London 1981–86 (mit Khmer Rouge, 2-CD, 2004)
- Real World (mit Fatal Shore, CD, März 2007)
- Live at the House of Sin (Phil Shoenfelt & Pavel Cingl, CD, 2008)
- Golden Vanity (Nikki Sudden & Phil Shoenfelt, CD 2009)
- Open Up & Bleed (Phil Shoenfelt & Southern Cross, Download-Single, 2010)
- Paranoia.com (Phil Shoenfelt & Southern Cross, CD, 2010)
- Immortalised (mit Dim Locator, Download-EP, 2011)
- Setting the Sails for El Dorado (mit Fatal Shore, CD, 2011)
- Performing Songs By Rowland S. Howard (mit Dim Locator, 7"-Single, 2012)
- Wormhole (mit Dim Locator, EP-CD/10"-EP, 2013)
- The Bell Ringer - Live At The Shot-Out Eye (Phil Shoenfelt & Southern Cross, CD 2015)
- Out Of The Sky - Real World Demos (Phil Shoenfelt & Bruno Adams, CD 2018)
- Under The Radar (LP 2019)
- Cassandra Lied (CD 2020)